# Hermágoras Manglés
Hermágoras Manglés (ur. 26 kwietnia 1974) – wenezuelski judoka. Olimpijczyk z Sydney 2000, gdzie odpadł w eliminacjach w wadze półśredniej.
Uczestnik mistrzostw świata w 1997. Piąty na igrzyskach panamerykańskich w 1999. Wicemistrz igrzysk Ameryki Środkowej i Karaibów w 1998, a także mistrzostw panamerykańskich w 1996. Wygrał igrzyska boliwaryjskie w 2001. Trzeci na mistrzostwach Ameryki Południowej w 1999 i 2000 roku.
Jego brat Eduardo Manglés, także był judoką i olimpijczykiem z tych samych igrzysk. 

## Letnie Igrzyska Olimpijskie 2000
| Konkurencja | Eliminacje           | Klas. końcowa |
| Konkurencja | Przeciwnik I         | Miejsce       |
| ----------- | -------------------- | ------------- |
| 81 kg       | Kwak Ok-chol (PRK) P | 1 runda       |